# Texananus personatus
Texananus personatus är en insektsart som beskrevs av Baker 1898. Texananus personatus ingår i släktet Texananus och familjen dvärgstritar. Inga underarter finns listade i Catalogue of Life.